# Joseph Dosveld
Joseph Dosveld est un ingénieur-architecte belge de la période Art nouveau qui fut actif à Bruxelles.

## Style
Joseph Dosveld s'inscrivait dans la tendance « Art nouveau géométrique » initiée par Paul Hankar (par opposition à la tendance « Art nouveau floral » initiée par Victor Horta). Cependant, dans les années 1910, il revient à un style « Beaux-Arts » ou éclectique, tout en conservant des éléments de décor Art nouveau.

## Réalisations

### Immeubles de style «Art nouveau géométrique»
- 1905: Avenue Albert 208 à Forest
  - Maison bourgeoise de style Art nouveau. Deux étages, un sous-sol, avec certaines asymétries.
  - La signature de l'architecte est gravée sur une pierre bleue belge, en bas et à gauche de la porte d'entrée ("J. Dosveld ing-arch Brux 1905").
- 1906 : avenue Albert 217 à Forest 
  - façade de briques blanches vernissées rythmée par des bandes de briques de couleur orange
  - grande fenêtre circulaire bordée de briques vertes et blanches au premier étage
  - oriel
  - triplet de fenêtres surmontées d'arcs outrepassés au dernier étage
- 1906 : avenue Molière 133 à Forest
  - façade de briques blanches vernissées rythmée par des bandes de briques de couleur orange
  - grande fenêtre circulaire bordée de briques vertes et blanches au premier étage
  - oriel

### Immeubles de style éclectique
- 1909 : ensemble de deux immeubles à Schaerbeek, avec l’architecte Ch. Petein, rue Rasson 70 et avenue Milcamps 44, 46 (médaille d’argent au concours de façades de Schaerbeek 1908-1909)[1]
- 1911 : Atelier de la « Manufacture de piano Louis Desmet », chaussée de Waterloo 496 (enfermé dans l'îlot)[2]
- 1914 : immeuble bourgeois d’inspiration Louis XVI, avenue Eugène Plasky 22, à Schaerbeek[3]